# Leuze (Aisne)
Leuze település Franciaországban, Aisne megyében. Lakosainak száma 187 fő (2022. január 1.). Leuze Any-Martin-Rieux, Aubenton, Beaumé, Martigny és Watigny községekkel határos.

## Népesség
A település népességének változása:
| Lakosok száma | 214  | 165  | 173  | 160  | 168  | 170  | 173  | 172  | 173  | 187  |
|               | 1968 | 1982 | 1990 | 2006 | 2013 | 2015 | 2017 | 2019 | 2020 | 2022 |